# Jastrzębl (rejon stoliński)
Jastrzębl (biał. Ястрабель; ros. Ястребель) – wieś na Białorusi, w obwodzie brzeskim, w rejonie stolińskim, w sielsowiecie Bereźne, na terenie Rezerwatu Krajobrazowego Środkowa Prypeć.
Leży nad jeziorem Czartowski Wirek, będącym starorzeczem Prypeci.
W dwudziestoleciu międzywojennym leżał w Polsce, w województwie poleskim, w powiecie stolińskim, do 18 kwietnia 1928 w gminie Płotnica, następnie w gminie Stolin. Po II wojnie światowej w granicach Związku Sowieckiego. Od 1991 w niepodległej Białorusi.